# Дзётё
Дзётё (яп. 定朝 дзё:тё:, род. в Хэйан-кё, ум. 1057) — японский скульптор, популяризовавший технику создания композитных деревянных статуй из полых фрагментов, ёсэги (яп. 寄木造 ёсэги дзукури), противопоставляемую производству из единого ствола (яп. 一木造 итибоку-дзукури). Мастер классического японского стиля Ваё. Единственная сохранившаяся работа, однозначно идентифицированная как произведение Дзётё — статуя будды Амиды из Бёдо-ина 1053 года; она стала классическим образцом ещё при жизни мастера.

## Биография
Дата рождения неизвестна. Сын скульптора Косё, начинал карьеру у него в учениках. Впервые имя «Дзётё» появляется в документах в 1020 году. Косё и Дзётё разработали эстетический канон создания изображений будд, сыскавший широкую популярность у высокопоставленных заказчиков, таких как регент Фудзивара-но Митинага, который в 1022 году дал ему за успехи в творчестве высокий монашеский титул хоккё (яп. 法橋 хоккё:), что произошло впервые в истории. Также Дзётё покровительствовал сын регента, Фудзивара-но Ёримити, и дочь, императрица Сёси. В период с 1020 по 1054 год Дзётё работал преимущественно на клан Фудзивара. Десятки статуй рук Косё и Дзётё украшали монастырь Ходзё-дзи, в том числе из-под их рук вышли 9 скульптур Амиды высотой 6 сяку (яп. 丈六 дзё:року, ок. 4,85 м), стоявшие в Зале Амиды (яп. 阿弥陀堂); позднее Дзётё самостоятельно создал статуи для храма Кофуку-дзи. В 1048 за эту работу он получил титул хогэн (яп. 法眼 хо:гэн). Использованная Дзётё технология ёсэги, сборка статуй из полых фрагментов, позволила значительно ускорить работу скульпторов.
Покрытая золотом статуя Амиды из Бёдо-ина входит в список японских национальных сокровищ. Круглое лицо и вся фигура этого будды идеализирована и излучает спокойствие и гармонию, она считается шедевром стиля Ваё. Помимо этого, Дзётё создал множество статуй Амиды для сопутствия хорошему здоровью и благополучным родам у женщин рода Фудзивара. Одно из последних произведений Дзётё — будда Амида из зала Куницунэ (яп. 邦恒堂 куницунэдо:) в Сайине (яп. 西院). Эту статую подробно измерили и записали результаты, чтобы будущие мастера могли точно воспроизвести «идеального будду»; сведения о данной статуе можно найти в сочинении «Записи долгой осени».
Дзётё поддерживал создание передающихся по наследству мастерски́х буссё (яп. 仏所) и держал собственную, в которой по состоянию на 1026 год работало 105 человек, из которых 20 были мастерами-скульпторами, а остальные — их помощниками. Школы Кэй, Эн и Ин появились из мастерских учеников Дзётё.